# Hymenopodidae
Famille
Les Hymenopodidae sont une famille d'insectes, de la sous-classe des Pterygota, du super-ordre des Polyneoptera et de l'ordre des Mantodea (mantes).
Les Hymenopodidae, communément appelés mantides des fleurs ou mantides des orchidées, sont des plus attrayantes avec leurs couleurs brillantes et leurs ornements de camouflage et elles imitent souvent les fleurs.

## Description
La famille des Hymenopodidae se distingue de toutes les autres mantes par la combinaison des caractères qui suivent.
Le vertex présente un processus de différentes formes, allant d'un tubercule conique à un processus quadri-cuspidique ou foliacé, et s'il n'y a pas de processus, les parties antérieures des fémurs sont dilatées ou les épines postéro-ventrales de la partie antérieure des tibias sont décombantes. Les yeux sont ellipsoïdes à coniques, avec ou sans tubercule. Le clypéus est plus ou moins caréné. Le bouclier frontal présente une forte carène médiane ou deux carènes paramédianes plus faibles. Les ocelles sont en général sans épines et dans le cas contraire le pronotum porte de 4 à 6 processus épineux.
Le pronotum présente une expansion foliacée plus ou moins large a minima autour de la dilatation supracoxale qui est bien marquée mais qui peut être masquée par l'expansion foliacée. Le métazona est à peu près aussi long que le prozona, voire beaucoup plus long. Les espèces de cette famille possèdent une oreille cyclopéenne.  La plaque supra-anale est plus ou moins arrondie. Les cerques sont cylindriques et plus courts que la moitié de la longueur de l'abdomen. La plaque sub-génitale peut être dépourvue de stylets mais présente alors deux crêtes submarginales dorsales sur le côté droit. Les phallomères sont sclérotisées. Le processus du complexe gauche est séparé. La phallomère ventrale présente ou non un petit lobe basal sur le côté droit. Le processus distal primaire est déplacé sur le côté gauche de la phallomère ventrale. Le processus distal secondaire médian ou le processus distal secondaire latéral est présent mais très rarement les deux. Dans ce cas, l'un deux est réduit à un petit lobe seulement avec un petit processus arrondi ou triangulaire. L'apophyse phalloïde est courte, simple et en forme de bouton plus ou moins bifide. L'apophyse apicale est courte, large à très large, et tronquée ou arrondie à l'apex ou parfois absente. Si elle est plus longue et digitiforme alors la plaque sub-génitale est dépourvue de stylets. La lamelle dorsale de la phallomère gauche ne présente pas de lobe arrondi le long de la marge gauche mais souvent l'ensemble de la phallomère gauche présente des modifications significatives avec des plis et des fusions.
Les lobes apicaux de la partie antérieure des fémurs sont généralement pourvus d'une courte épine. La partie antérieure des fémurs est pourvue de 4 épines discoïdales et de 4 épines postéro-ventrales. Si elle est pourvue de 5 épines postéro-ventrales, le vertex est pourvu d'une grande excroissance irrégulière. La partie antérieure des fémurs présente une crénulation distincte médio-ventrale entre les épines postéro-ventrales, et si elle n'en a pas, le pronotum a 2 ou 3 paires de longs processus. Les épines postéro-ventrales de la partie antérieure des fémurs sont décombantes et si elles ne le sont pas le vertex présente un processus. Les fémurs des pattes marcheuses ont a minima des lobes ventraux apicaux et si les lobes sont absents, la partie antérieure des fémurs est dilatée ou leurs épines postéro-ventrales sont décombantes.
Les mâles sont macroptères et les femelles sont macroptères à aptères.

## Systématique

### Publication originale
La famille Hymenopodidae a été décrite par l'entomologiste italien Ermanno Giglio-Tos en 1915. Elle a pour genre type Hymenopus Audinet-Serville, 1831.
- Giglio-Tos E. 1915. Mantidi esotici. Generi e specie nuove. Bullettino della Società Entomologica Italiana, 46: 134–200. (lire en ligne, p. 98)

### Sous-familles
Cette famille comprend 6 sous-familles.
- Phyllocraniinae[1],[2] Brunner de Wattenwyl, 1893
- Sibyllinae[2] Giglio-Tos, 1915
- Hymenopodinae[1],[2] Giglio-Tos, 1915
- Phyllothelyinae[2] Brunner de Wattenwyl, 1893
- Oxypilinae[1],[2] Saussure, 1871
- Acromantinae[1],[2] Brunner de Wattenwyl, 1893

### Genres
Classification des genres par sous-famille et par tribu avec leur distribution géographique :
Sous-famille Phyllocraniinae Brunner de Wattenwyl, 1893
- - Phyllocrania Burmeister, 1838 [Afrotropique, Madagascar]

Sous-famille Sibyllinae Giglio-Tos, 1915
- - Presibylla Bolívar, 1908 [Afrotropique]
  - Leptosibylla Roy, 1996 [Afrotropique]
  - Sibylla Stål, 1877 [Afrotropique]
  - Sibyllopsis Roy, 1996 [Afrotropique]

Sous-famille Hymenopodinae Giglio-Tos, 1915
- Tribu Anaxarchini Giglio-Tos 1919
  - Odontomantis Saussure, 1871 [Orient]
  - Euantissa Giglio-Tos, 1927 [Orient]
  - Nemotha Wood-Mason, 1884 [Orient]
  - Heliomantis Giglio-Tos, 1915 [Orient]
  - Anaxarcha Stål, 1877 [Orient]
  - Werneriana Shcherbakov et al., 2016 [Orient]
- Tribu Hymenopodini Giglio-Tos, 1915
- - Sous-tribu Hymenopodina Giglio-Tos, 1915
  - Theopropus Saussure, 1898 [Orient]
  - Helvia Stål, 1877 [Orient]
  - Hymenopus Audinet-Serville, 1831 [Orient]
- - Sous-tribu Pseudocreobotrina Brunner de Wattenwyl, 1893
  - Creobroter Audinet-Serville, 1839 [Orient]
  - Pseudocreobotra Saussure, 1870 [Afrotropique]
  - Chlidonoptera Karsch, 1892 [Afrotropique]
  - Chloroharpax Werner, 1908 [Afrotropique]
  - Panurgica Karsch, 1896 [Afrotropique]

Sous-famille Phyllothelyinae Brunner de Wattenwyl 1893
- Tribu Parablepharini Giglio-Tos, 1915
  - Parablepharis Saussure, 1870 [Orient]
- Tribu Phyllothelyini Brunner de Wattenwyl, 1893
  - Phyllothelys Wood-Mason, 1877 [Orient]
  - Ceratocrania Westwood, 1889 [Orient]

Sous-famille Oxypilinae Saussure, 1871
- Tribu Oxypilini Saussure, 1871
  - Ceratomantis Wood-Mason, 1876 [Orient]
  - Pachymantis Saussure, 1871 [Orient]
  - Pseudoxypilus Giglio-Tos, 1915 [Orient]
  - Junodia Schulthess, 1899 [Afrotropique]
  - Oxypilus Audinet-Serville, 1831 [Afrotropique]
  - Anoxypilus Giglio-Tos, 1915 [Afrotropique]
- Tribu Hestiasulini Giglio-Tos, 1915
  - Hestiasula Saussure, 1871 [Orient]
  - Ephestiasula Giglio-Tos, 1915 [Orient]
  - Catestiasula Giglio-Tos, 1915 [Orient]
  - Astyliasula Schwarz & Shcherbakov, 2017 [Orient]
  - Pseudohestiasula Schwarz & Shcherbakov, 2017 [Orient]

Sous-famille Acromantinae Brunner de Wattenwyl, 1893
- Tribu Otomantini Giglio-Tos, 1915
  - Otomantis Bolívar, 1890 [Afrotropique]
  - Chrysomantis Giglio-Tos, 1915 [Afrotropique]
  - Oxypiloidea Schulthess, 1898 [Afrotropique]
  - Catasigerpes Giglio-Tos, 1927 [Afrotropique, Paléartique]
  - Anasigerpes Giglio-Tos, 1915 [Afrotropique]
- Tribu Acromantini Brunner de Wattenwyl, 1893
  - Metacromantis Beier, 1930 [Orient]
  - Majangella Giglio-Tos, 1915 [Orient]
  - Ambivia Stål, 1877 [Orient]
  - Psychomantis Giglio-Tos, 1915 [Orient]
  - Parapsychomantis Shcherbakov, 2017 [Orient]
  - Oligomantis Giglio-Tos, 1915 [Orient]
  - Rhomantis Giglio-Tos, 1915 [Orient]
  - Acromantis Saussure, 1870 [Orient, Australasien]
  - Citharomantis Rehn, 1909 [Orient]